# HMS Wanderer (D74)
Pour les autres navires du même nom, voir HMS Wanderer.
Pour les articles homonymes, voir D74.
Le HMS Wanderer est un destroyer de la classe Admiralty W modifiée de la Royal Navy.

## Histoire
Commandé en janvier 1918, le destroyer fait du programme de guerre 1918-1919. Il est d'abord assigné à la 3e flottille de l'Atlantic Fleet le 18 septembre 1919 puis dans la Mediterranean Fleet. En 1931, il est un navire d'entraînement à Chatham Dockyard. Peu de temps avant le début de la guerre, il est déployé avec la 15e flottille de destroyers à Rosyth.
Au moment de l'éclatement de la Seconde Guerre mondiale en septembre 1939, le Wanderer est envoyé à Plymouth pour rejoindre le Western Approaches Command avec sa flottille (Vanity, Vansittart, Volunteer, Whitehall, Witch, Witherington, Wolverine). Avec la 13e flottille, lui et le Whirlwind sont envoyés pour protéger le convoi OB4.
Le 27 avril 1940, il est transféré dans la Home Fleet pour évacuer les troupes alliées de Norvège dans le cadre de l'opération Alphabet. Le 29, avec cinq autres destroyers (Somali, Mashona, Sikh, Walker, Westcott) et les croiseurs légers Sheffield, Arethusa et Galatea, il vient à Åndalsnes. Durant l'opération, le Wanderer prend 150 soldats mais il tombe en panne et est remorqué par le Sikh. Il participe aussi à l'opération Cycle, l'évacuation des troupes alliées du Havre le 6 et juin 1940. En août, avec l'Anthony, il porte secours à 55 survivants du navire marchand Jamaica Pioneer.
Alors qu'il escorte le convoi OB239 le 2 juin 1941 avec la corvette Periwinkle, il attaque et coule le sous-marin allemand U 147.
Le destroyer participe à la protection de l'opération Substance, le premier convoi entre Malte et Gibraltar. En août, il est avec le convoi SL81 quand il est repéré par l'U 204 qui appelle du renfort. Quand l'U 401 arrive, ils attaquent ensemble, mais le Wanderer, le HNoMS St. Albans et le Hydrangea répliquent et coulent l'U 401 au sud-est de l'Irlande. Le convoi SL81 est harcelé les deux jours suivants par des attaques sous-marines et aériennes qui font perdre cinq navires, jusqu'à ce qu'il atteigne des eaux plus sûres avec le soutien de la RAF.
Dans la soirée du 18 août 1941, le Wanderer et le HNoMS Bath portent secours au convoi OG 71 qui vient de partir pour Gibraltar et d'être attaqué, ils récupèrent 42 survivants.
Le Wanderer continue à protéger les convois transatlantiques jusqu'à sa réparation en septembre 1942 au New York Navy Yard pour des réparations. De janvier à mai 1943, il est reconverti au HMNB Devonport en navire d'escorte de longue distance.
Il revient au service en juillet 1943 et participe à l'invasion de la Sicile. Le 25 août, lors d'un convoi de Grande-Bretagne à Gibraltar, son radar détecte l'U 523 qui s'enfonce pour ne plus être repéré. Mais lorsque le sous-marin doit remonter, il est découvert par la corvette Wallflower qui le charge. Le sous-marin est obligé de faire surface puis sabordé ; 17 membres d'équipage meurent, 37 survivent. Le lendemain, le Wanderer prend part à l'opération Alacrity, l'évacuation des forces de la RAF dans les Açores.
Le Wanderer est déployé pour le convoi JW 55B, un convoi arctique qui part le 20 décembre. Quelques jours plus tard, les navires de guerre participent à la bataille du cap Nord.
Le 17 janvier 1944, le Wanderer, la frégate Glenarm et la corvette Geranium patrouillent et détectent au sud-ouest de Clear Island un sous-marin allemand. Ils chargent ensemble vainement puis le Wanderer attaque rapidement en profondeur et le coule. On pense d'abord qu'il s'agit du U 305, mais des recherches récentes indiquent que c'est l'U 377.
Du 22 au 27 février, le Wanderer accompagne le HMS Chaser au sein du convoi JW 57 qui est attaqué par les sous-marins allemands et perd un destroyer, le Mahratta. Le Wanderer accompagne le convoi vers les Îles Féroé pour un ravitaillement ; mais une tempête s'annonce, les force de rentrer au prix de grands dommages. Au cours du mois de mars, il subit aussi quelques modifications.
En avril, il est transféré dans la Manche au sein du 105e groupe d'escorte en vue du débarquement en Normandie. En mai, il attaque un Schnellboot. Le 28 mai, il escorte un Motor Launch qui pose des mines.
Entre le 4 et 6 juin 1944, le 105e groupe d'escorte (Wanderer, Tavy, Dianella et Geranium) et les corvettes de la Marine royale canadienne Summerside, Woodstock et Regina escortent le convoi EBM2 composé 30 de navires de troupes motorisées du canal de Bristol à l'aire pour Omaha Beach.
Le 5 juillet, alors qu'il escorte un convoi devant la pointe de Barfleur, le Wanderer détecte l'U 390 puis, avec le Tavy, le charge et le coule. Il fait prisonnier le seul survivant et l'amène à Portland.
Le Wanderer connaît de nombreuses fuites dans ses chaudières, on ne peut pas s'en approcher immédiatement. On décide de le laisser au port et de le sortir qu'en cas d'attaque de l'ennemi. Lorsqu'il se rend à Chatham Dockyard, on statue qu'il n'est plus apte pour le service.
Le Wanderer est retiré du service en septembre 1945 puis vendu à la ferraille en janvier 1946 à Hughes Bolckow.

## Commandement
| Commandant                               | Du               | au                |
| ---------------------------------------- | ---------------- | ----------------- |
| Cdr. Reginald Francis Morice             | 31 juillet 1939  | 24 mai 1940       |
| Cdr. John Henry Ruck-Keene               | 24 mai 1940      | 14 novembre 1940  |
| Cdr. Arthur Frederick St. George Orpen   | 14 novembre 1940 | 10 février 1942   |
| Lt.Cdr. Denis Harold Palmer Gardiner DSC | 10 février 1942  | 20 avril 1943     |
| Lt.Cdr. Reginald Fife Whinney DSC        | 20 avril 1943    | 10 juillet 1944   |
| Lt. Peter Roland Michell                 | 10 juillet 1944  | plus tard en 1944 |